# Gli anni più belli (film 2020)
Gli anni più belli è un film del 2020 diretto da Gabriele Muccino.
Il film racconta la storia di quattro amici, interpretati da Pierfrancesco Favino, Micaela Ramazzotti, Kim Rossi Stuart e Claudio Santamaria, nell'arco di circa quarant'anni, dal 1982 al periodo di realizzazione del film (2019-2020) con tutti i vari cambiamenti sociali avvenuti in Italia.
Il film riprende anche la trasmissione di alcuni avvenimenti della storia contemporanea quali la caduta del muro di Berlino, la fine della Prima repubblica e gli attentati dell'11 settembre 2001.

## Trama
Giulio, Gemma, Paolo e Riccardo sono amici fraterni fin dall'adolescenza. Giulio e Paolo, appena sedicenni, conoscono Riccardo nel momento in cui rischia la morte in seguito a uno scontro con la polizia. Da quel giorno inizia la loro interminabile amicizia. Durante l'estate conoscono Gemma, di cui Paolo s'innamora subito anche se i due sono costretti a troncare dopo la morte della madre di lei e il suo conseguente trasferimento a Napoli. Il trio di amici cresce, e ognuno inizia a seguire la propria strada: Paolo si laurea in lettere e intraprende la carriera di insegnante,  Giulio diventa avvocato, mentre Riccardo cerca di sfondare come giornalista.
Anni dopo mentre aiuta la madre al lavoro, Paolo incontra casualmente Gemma, accompagnata dal fidanzato napoletano. Tra i due ritorna l'amore e Gemma decide di scappare da Napoli e dal compagno violento per andare a vivere con Paolo. Dopo qualche anno di convivenza però Gemma inizia a essere stanca della relazione, tanto che al matrimonio di Riccardo inizia ad avvicinarsi a Giulio, con il quale instaura una relazione segreta.  La confessione del tradimento a Paolo porta l'inevitabile frattura nel gruppo. Dopo circa quattro anni Giulio diventa un avvocato di successo per aver difeso brillantemente un corrotto ministro della sanità, tradendo i suoi principi per fare carriera. Con la figlia del ministro, Giulio, inizia una relazione, mentre quella con Gemma è destinata a finire perché Gemma non ha ambizioni della vita e non comunica nulla che abbia un senso con Giulio, a parte “cosa si mangia stasera?” e ”dove mi porti a pranzo domenica?”. Paolo diventa finalmente docente di ruolo, mentre Riccardo è oppresso dai problemi economici e si separa dalla moglie, che si trasferisce a Piacenza con il figlio Arturo. 
Giulio si sposa con Margherita, la figlia del ministro ed ha una figlia di nome Sveva, ma il rapporto con la moglie è ben presto solo di facciata. Dopo qualche anno, Paolo incontra nuovamente Gemma, che nel frattempo ha avuto un figlio, Leonardo, e decidono di riprovarci. Riccardo, padre assente per via di difficoltà economiche e distanze, prova a riavvicinarsi ad Arturo, ma fallisce. Nel viaggio di ritorno incontra Giulio, e decidono di rivedersi tutti e tre. Il trio si riunisce quindi dopo quasi vent'anni, nel ricordo della spensieratezza e della felicità di un tempo. 
Il film si conclude con Paolo felicemente sposato con Gemma, Riccardo che è riuscito a rimettere a posto la propria vita e a riconquistare l'affetto del figlio,  Giulio che riesce a costruire un rapporto finalmente autentico con la figlia, mentre festeggiano tutti insieme il capodanno, brindando serenamente in amicizia. Durante i titoli di coda si vedono Leonardo, il figlio di Gemma, e Sveva che passeggiano abbracciati. I due ragazzi si sono messi insieme. Il ciclo ricomincia?

## Produzione
Le riprese del film, che inizialmente doveva intitolarsi I migliori anni, sono iniziate il 3 giugno 2019 e proseguite per le successive nove settimane, svolgendosi tra Cinecittà, Roma, Napoli e Ronciglione.

## Colonna sonora
Le musiche sono curate da Nicola Piovani. Della colonna sonora fa parte il brano inedito Gli anni più belli di Claudio Baglioni che dà il titolo al film.

## Distribuzione
La pellicola è stata distribuita nelle sale cinematografiche italiane a partire dal 13 febbraio 2020 ed è tornata nelle sale dal 15 luglio dello stesso anno dopo la chiusura dei cinema per la pandemia di COVID-19 in Italia.
Per quanto riguarda il passaggio televisivo, la pellicola è andata in onda in prima visione il 23 febbraio 2022 e l'8 giugno 2023 su Rai 1 e il 28 maggio 2022 su Rai Movie, vincendo la serata d'ascolti con quasi 3 milioni di telespettatori.

## Accoglienza

### Incassi
Nel weekend di debutto il film ha incassato poco meno di tre milioni di euro, guadagnandosi la vetta del box office italiano. Mantiene il primato anche nel fine settimana successivo, con un guadagno di circa 1 200 000 euro, ed anche nel weekend seguente, nonostante l'incasso di soli 375 000 euro a causa della pandemia di Covid-19. Con più di 5 milioni di euro, è risultato l'ottavo maggiore incasso del 2020 in Italia.

## Riconoscimenti
- 2021 – Premio migliore colonna sonora del Matera Film Festival 2021 a Nicola Piovani
- 2021 – Premio del pubblico al Festival del cinema italiano di Bastia
- 2021 – David di Donatello
  - Candidatura alla Migliore attrice protagonista a Micaela Ramazzotti
  - Candidatura alla Migliore canzone originale (Gli anni più belli) a Claudio Baglioni
  - Candidatura al David giovani a Gabriele Muccino
- 2020 - Nastro d'argento[7]
  - Premio Nino Manfredi a Claudio Santamaria
  - Candidatura per il miglior film
  - Candidatura per il miglior regista a Gabriele Muccino
  - Candidatura per il miglior produttore a Marco Belardi, Lotus Production e Paolo Del Brocco, Rai Cinema, 3 Marys Ent.
  - Candidatura per il migliore attore protagonista a Kim Rossi Stuart
  - Candidatura per la migliore attrice protagonista a Micaela Ramazzotti
  - Candidatura per il migliore montaggio a Claudio Di Mauro
  - Candidatura per la migliore colonna sonora a Nicola Piovani
  - Candidatura per la migliore canzone originale a Gli anni più belli di Claudio Baglioni
  - Candidatura per il miglior casting director a Laura Muccino e Francesco Vedovati
- 2020 - Ciak d'oro
  - Candidatura a miglior film[8]